# Clytus arietis
El escarabajo avispa (Clytus arietis) es una especie de coleóptero longicornio, de distribución eurosiberiana, que forma parte de la familia de los cerambícidos. Esta familia presenta más de 25.000 especies distribuidas por todo el mundo y, en general, se caracterizan por la presencia de unas antenas largas y porque las larvas se alimentan de la madera de los árboles, motivo por el que muchos son considerados una plaga.

## Descripción
Como consecuencia de formar parte del suborden Polyphaga, presentan unas características comunes con todos los miembros de este clado de insectos, cómo es la presencia de criptopleuron. Además, dado que forman parte del infraorden de los Cucujiformia, también presentan una estructura criptonefroidal en la cual están fusionados los túbulos de Malpighi con el intestino posterior. Esta estructura le da a este grupo de insectos una gran capacidad de retención hídrica.
Es una especie que mide entre 0.7 y 1.5 cm. Las antenas están formadas por 11 artejos marrones con las puntas negras, y sus ojos son reniformes.
Presentan unas mandíbulas fuertes, presentando los palpos maxilares de 4 segmentos y los palpos labiales de 3 segments, siendo el apical bastante dilatado.
Las patas están bien desarrolladas y suelen adoptar una coloración marronosa o naranja, siendo más largas las traseras que las delanteras. Todas ellas tienen  fémures oscuros con pilosidad gris y tarsos criptopentámeros (apariencia de 4 artejos, pero formadas por 5). Además, estas patas se encuentran cubiertas de sedas que permiten al animal adherirse a las superficies y limpiarse el cuerpo.
Tienen un motivo amarillo-negro sobre las élitras y sobre el escudo cervical que da a este escarabajo el aspecto de una avispa. Presentan tres bandas amarillas transversales, la primera a la altura de la inserción del tercer par de patas, la segunda es recta y se encuentra en la segunda mitad del dorso del abdomen y la tercera es apical.
Hay que ir con cuidado de no confundir a esta especie con otro género como Rutpela maculata, un escarabajo que también es mímico de avispas pero que en este caso tiene coloraciones más amarillentas, un abdomen más puntiagudo y unas antenas más largas. Para distinguir entre las tres especies más comunes del género Clytus de nuevo nos fijamos en la coloración de las élitras.

## Ecología
Estas especies desempeñan un papel fundamental en los ecosistemas forestales. Tienen una fase larvaria saproxílica, que se alimenta de madera muerta o senescente, por lo que juegan un papel crucial en los procesos de descomposición y reciclaje de nutrientes esenciales para el funcionamiento del ciclo de los nutrientes. Durante su fase adulta, al visitar flores, forman parte del grupo esencial de polinizadores, y además ayudan en la dispersión de ácaros, nemátodos, bacterias u hongos, importantes para el bienestar del ecosistema. Por otro lado, contribuyen a la biomasa de insectos de su ecosistema, aportando alimento a niveles tróficos superiores como aves, murciélagos u otros insectívoros.

### Ciclo de vida
Su ciclo de vida tiene una duración de entre 2 y 3 años. Son insectos holometábolos, por lo que presentan cuatro estadios: huevo, larva, pupa y adulto. En base a las investigaciones realizadas en torno a Xylotrechus arvicola, otro escarabajo de la misma familia que suele actuar cómo plaga en los viñedos, podemos deducir que la fase más larga de este ciclo es la larvaria, que puede llegar a durar más de un año. La larva presenta diferentes estadios, que se desarrollan bajo la corteza de los árboles de robles o árboles frutales hasta la mitad de su crecimiento, momento en el que agujerean hasta el xilema. La pupación de esta especie se da en otoño o primavera, dura entre 20 y 30 días y se da en la madera de los árboles de los que se alimenta la larva. Finalmente los adultos emergen a principios de mayo, pero no son imagos muy longevos, ya que la mayoría mueren a finales de verano.

### Alimentación
Las larvas del escarabajo avispa son xilófagas muy polífagas, alimentándose de la madera de árboles caducos como Quercus, Fagus, Acer, Fraxinus, etc. y preferentemente infectados por hongos.
Los adultos se alimentan de polen de forma generalista, aunque se han observado hembras alimentándose de otros insectos probablemente para obtener algo más de proteínas para la puesta.

### Comportamiento
Estos escarabajos adoptan un patrón de coloración negro y amarillo, como la mayoría de avispas, en lo que se conoce como mimetismo batesiano (utilizan la señal visual de peligrosidad de otras especies para hacerse pasar por peligrosos, sin serlo). En su caso no sólo son capaces de imitar coloración, sino que también copian la forma en que se mueven y producen un sonido semejante a un zumbido cuando se sienten amenazados.

### Interacción con humanos
Esta especie puede presentar efectos negativos desde el punto de vista humano, ya que se ha citado su carácter de plaga tanto en árboles ornamentales como la falsa acacia (Robinia pseudoacacia), que es una especie muy comúnmente plantada en zonas urbanizadas a nivel europeo, como en espécies de sumo interés agrícola cómo el viñedo.